# Le Reniement de saint Pierre (Le Caravage)
Pour les articles homonymes, voir Le Reniement de saint Pierre.
Le Reniement de saint Pierre (en italien : Negazione di san Pietro) est un tableau attribué au Caravage par certains experts et reconnu comme autographe par d'autres spécialistes. Réalisé vers 1610, il est actuellement conservé au Metropolitan Museum of Art à New York.

## Histoire
Cette œuvre était la propriété du cardinal Paolo Savelli, puis au cours des siècles passa de collection en collection jusqu'à être acquise par Herman Shickman qui en fit don au Metropolitan Museum of Art en 1997.

## Iconographie
Le reniement de Pierre est un épisode de la Passion du Christ. Chacun des quatre Évangiles canoniques rapporte qu'après l'arrestation de Jésus, l'apôtre Pierre, par peur de risquer lui aussi la mort, nia trois fois avoir eu une relation avec celui-ci. Puis, lorsque le coq chanta, Pierre sortit et pleura amèrement, au souvenir de l'annonce que le Christ lui avait faite de cette lâcheté : « Avant que le coq chante, tu m'auras renié trois fois. »